# Gerd Göran
Gerd Göran, född Akre 5 januari 1919 i Västra Skedvi församling i Västmanlands län, är en svensk textilkonstnär och målare.

## Biografi
Göran är dotter till disponent Guthorm Akre och Hild Akre, född Övergaard (1892–1999), och gifte sig 1943 med Niklas Göran. Hon är mor till konstnären Malin Lager och mormor till konstnären Maria Lager samt syster till författarna Egil Akre och Gunhild Akre. Gerd Göran växte från 1921 upp i den gröna disponentvillan vid Skåre ångsåg, i folkmun kallad Akrevillan. Syskonen har skildrat sitt barndomshem i boken Det gröna huset i Skåre.
Gerd Göran studerade vid Tekniska skolan i Stockholm 1936–1941 samt företog en studieresa till Frankrike och Italien 1951. Hon har haft separatutställningar i Stockholm på Hos Petra, Galleri Oskar, De Unga, i Karlstad på Galleri Gripen, på Konstfrämjandet i Örebro, på Stadshuset i Kiruna samt hos Lars Lerin på Sandgrund i Karlstad. Hon har deltagit i Värmlands konstförenings samlingsutställningar Höstsalong sedan 1944, Liljevalchs samt i konsthallen i Arvika. Tillsammans med Malin Lager och Maria Lager ställde hon ut på Galleri Grythyttan under namnet Tre generationer – Familjen Göran och i Forshaga under namnet Tre generationer kvinnliga konstnärer, med Malin Lager och Maria Lager samt på Slottet i Sunne under namnet Tre generationer kvinnliga konstnärer – Gerd Göran, Malin Lager och Maria Lager.
1941 blev hon delägare i ett väveri i Rackstad utanför Arvika. På 1950-talet började hon arbeta med måleri, och hennes textila verk blev till i form av applikationer och collage. Under den här tiden formgav hon för tapetindustrin mönstret Slån. Hon blev första pristagare vid en tävlan om mönster till tygtryck för Mölnlycke väverier 1954. Hon "akvarelldebuterade" vid 104-års ålder, med en vernissage på Sandgrund, Karlstad.
Hon har tilldelats Värmlands konstförenings resestipendium 1970, Statens stora arbetsstipendium 1971–1972, Thor Fagerqvist-stipendiet 1988 och Örebro läns landstings kulturpris 2008.
Bland Gerd Görans offentliga arbeten märks textilutsmyckning för universitetet i Karlstad, ridå för Mariebergsskogen samt utsmyckning för mödravårdscentralen på Centralsjukhuset i Karlstad. Hon är representerad på Örebro läns museum, Värmlands museum, Statens konstråd samt hos Örebro läns landsting, Värmlands, Västernorrlands och Sörmlands läns landsting och i ett flertal kommuner.
Hon är bosatt i Hällefors.